# Eric Aiken
Eric Aiken (* 8. April 1980 in Marysville, Ohio) ist ein ehemaliger US-amerikanischer Boxer und Weltmeister der International Boxing Federation (IBF) im Federgewicht.

## Boxkarriere
Eric Aiken, dessen größter Erfolg bei den Amateuren der Gewinn einer Bronzemedaille im Bantamgewicht bei den National Golden Gloves in Detroit gewesen war, gab sein Profidebüt im Januar 2001.
Nach 18 Kämpfen mit 15 Siegen, darunter einem TKO-Sieg gegen Tim Austin im April 2006, wurde ihm mit nur zehntägiger Vorbereitungszeit ein WM-Kampf um den IBF-Titel im Federgewicht ermöglicht, welcher am 13. Mai 2006 im TD Garden von Boston stattfand. Dabei siegte Aiken überraschend gegen den Titelträger Valdemir Pereira (Bilanz: 24-0), nachdem der Brasilianer aufgrund eines Tiefschlages in der achten Runde disqualifiziert worden war. Pereira war zuvor bereits zweimal wegen Tiefschlagens mit Punktabzug bestraft worden und erlitt darüber hinaus zwei Niederschläge, zudem führte Aiken zum Zeitpunkt des Kampfabbruchs auf den Zetteln der Punktrichter. Pereira beendete nach diesem Kampf seine Karriere.
In seiner ersten Titelverteidigung, am 2. September 2006 im Staples Center von Los Angeles, verlor er durch TKO in der achten Runde gegen Robert Guerrero (18-1).
Im Anschluss bestritt er nur noch acht Kämpfe, von denen er keinen gewinnen konnte. Er erreichte dabei unter anderem im März 2007 ein Unentschieden gegen Cruz Carbajal, sowie im Mai 2012 eine Niederlage gegen Rafael Márquez. Im September 2011 war sein Kampf gegen Edner Cherry wertungslos geblieben, nachdem er aufgrund eines Schlages nach dem Rundengong der ersten Runde nicht weiterkämpfen konnte. Seinen letzten Kampf bestritt er nach einer über dreijährigen Ringabstinenz im Dezember 2015.